# Войводиново
Войво́диново (болг. Войводиново) — село в Пловдивській області Болгарії. Входить до складу общини Мариця.

## Населення
За даними перепису населення 2011 року у селі проживали 2227 осіб.
Національний склад населення села:
| Національність   | Кількість осіб | Відсоток |
| ---------------- | -------------- | -------- |
| болгари          | 1856           | 97,2%    |
| турки            | 25             | 1,3%     |
| цигани           | 16             | 0,8%     |
| інша             | 8              | 0,4%     |
| не визначились   | 4              | 0,2%     |
| Всього відповіли | 1909           |          |

Розподіл населення за віком у 2011 році:
Динаміка населення: